# Diitrefes
Diitrefes (en llatí Diitrephes, en grec antic Διειτρέφης) fou un militar atenenc que va viure al segle v aC, i va participar en la Guerra del Peloponès.
Se li va encarregar l'any 413 aC que fes retornar a Tràcia als mercenaris tracis que havien arribat massa tard a Atenes, després de la sortida de Demòstenes cap a Sicília i ja no podien participar en l'expedició. Va marxar amb els mercenaris per Beòcia i Tanagra fins a Micalessos, lloc que va sorprendre i que va deixar que els tracis saquegessin i on van matar els seus habitants, però en retirar-se, els beocis els van atacar i en van matar un cert nombre. Probablement Diitrefes va morir en aquest combat. Pausànies diu que tenia una estàtua a Atenes on se'l representava ferit per multitud de sagetes. Es va trobar el peu de l'estàtua amb el seu nom l'any 1890. Probablement és el mateix personatge d'aquest nom que menciona Aristòfanes a Els ocells on el satiritza com a introductor de la moda de conduir carros. Segurament és un personatge diferent al Diotrefes que menciona Tucídides.